# Om könets existens
Om könets existens är en debattbok av Kajsa "Ekis" Ekman, utgiven i april 2021 på förlaget Polaris.
Boken menar att feminismen nyligen har anammat en ny syn på kön, nämligen att kön är något självupplevt och inte biologiskt, och att det leder till ett bakslag för feminismen. Hennes poäng är att feminismen alltid kämpat för att man ska få ha vilken roll som helst, oavsett kön. Hon menar att konsekvensen av det nya synsättet blir att de som intar en typiskt kvinnlig roll, till exempel en pojke som leker med dockor, riskerar att pådyvlas det biologiska könet kvinna, och att det är ett gammalt patriarkalt sätt att se på kön. Enligt en äldre patriarkal syn ville man förändra personen att få dem att agera som sitt kön, medan man numer vill förändra personen genom att faktiskt byta dennes kön. Hon menar vidare att det innebär att barn och ungdomar i alltför tidig ålder genomgår behandlingar för att försena puberteten eller för att genomgå transition. Dessutom menar hon att dessa behandlingar inte är beprövade, att läkemedlens indikation inte är transition och att konsekvenser som sterilitet inte ska beslutas av unga människor. Hon för fram att om det är för enkelt att byta juridiskt kön kan män som inte är transkvinnor utnyttja detta för att få tillträde till omklädningsrum eller kvinnofängelser till exempel. Hon noterar att det får konsekvenser som att vården inte pratar om kvinnor eller kvinnosjukdomar, eller att dessa begrepp inte är sökbara på vårdens informationssidor. 
Kajsa Ekman anser att frågan inte har diskuterats i Sverige och att feminismen alltför lättvindigt accepterat denna nya syn på kön.

## Mottagande
Boken fick omfattande kritik från många delar av feministiska rörelsen som menar att boken är alarmistisk och att feminismen måste vara inkluderande. Kritikerna menar att boken går reaktionära biologisters ärenden och avfärdar genusvetenskapen. Litteraturkritikern Maria Ramnehill hävdade att Ekmans bok har problem, att problemen är ideologiska och att boken är "en utmärkt sammanfattning av samtidens motstånd mot transpersoners rättigheter på svenska".
Från genusvetenskapligt håll påpekade genusforskaren Sam Holmqvist i sin recension att Ekman hade fel när hon menade att  kritik av könsgränser skulle innebära en återgång till en analys av kön som innebär en enkönsmodell av medeltida modell. Holmqvist menade att Ekmans argumentation byggde på ett argumentationsfel, ett logiskt felslut. Han menade också att den typen av argumentationsfel återkom på fler ställen i boken och att hon misstolkat en artikel skriven av honom.
I flera recensioner och debattinlägg framförde kritikerna att Ekman spred faktafel och vinklade fakta vad gäller bland annat WHO:s definition av könsdysfori och vad gäller antalet som ångrar könsbekräftande ingrepp. RFSL publicerade en debattbok, 100 faktafel i Om könets existens, där man tog upp ett mycket stort antal faktafel i Ekmans bok. Bland de faktafel man påpekar återfinns ett påpekande om att erkännandet av att könsidentitet inte omintetgör den materiella basen för kön, som Ekman hävdar. Vidare skriver RFSL att utredningen, “Transpersoner i Sverige”, i motsats till vad Ekman påstår, inte alls föreslår att personnumrena eller juridiskt kön ska tas bort. De skriver också att Ekman överdriver grovt när hon talar om ökningen av antalet 10–12-åringar som fått diagnosen könsdysfori och redovisar Socialstyrelsens statistik om att inte alls nästan alla är flickor, som Ekman hävdar.. Litteraturkritikern Per Andersson recenserade boken i SVT och framförde att han blev allt mer skeptisk till boken ju mer han läste på grund av att den saknade övertygande argument och hur källor användes. Han exemplifierade det med påståenden i boken om WHO:s diagnoskriterier för könsinkongruens, som han menar är en direkt felaktig beskrivning av källans innehåll.
I Göteborgs-Posten recenseras boken av Sanna Samuelsson, idé- och kulturredaktör på GP Kultur, som också kritiserar källorna och vilken typ av källor som används. Angående påståendet i boken att vården börjat tvätta bort kvinnobegreppet ur sina policydokument, skriver Samuelsson följande om källunderlaget: "...till en artikel i Daily Mail, alltså en brittisk tabloidtidning som inte ens Wikipedia använder som källmaterial längre, då den anses så opålitlig. Ekman använder sig även av 'fakta' från artiklar från alt-right-sajter, som National File. En sajt som sprider fake news, där man exempelvis kan läsa att covid-vaccin ger Alzheimers". Transdebattören Lukas Romson framför i en recension i Arbetet att boken är ogenomtänkt och motsägelsefull, i strid med etablerad forskning och svensk lag, samt innehåller felaktiga källhänvisningar.

Feminister som Nina Björk och Yvonne Hirdman har stött Ekmans bok i sina recensioner. Yvonne Hirdman skrev i juni 2021 i Kvartal att "Kajsa Ekis Ekmans bok kommer i rätt tid. Den kommer, hoppas jag innerligt, att bidra till en viss tillnyktring." Hirdman menade att Ekmans styrka, och värt att berömma, var "det tillspetsade uttrycket, förmågan att dra en tanke till sitt logiska slut, orken att sätta sig in i dessa mängder av material, ofta medvetet tillkrånglande texter, förmågan att avläsa dem deras avsikt". Nina Björk menar att konsekvensen av att konstatera att det finns biologiska kön inte är detsamma som att förneka att det också finns könsdysfori, och att diskussionen behövs. Även Expressens och Aftonbladets kulturskribenter, Lisa Bjurwald respektive Åsa Linderborg, argumenterar för att debatten inte har funnits, men att den är nödvändig. Samtidigt hävdade Sam Holmqvist att samtal och debatt redan förekommer och att alla är välkomna att delta. Men att utgångspunkterna för debatten måste vara rimliga, något han menade Ekmans utgångspunkter inte var.
En del av debatten kom att handla om det faktum att Vårdguiden i sina språkliga riktlinjer hade börjat rekommendera att man skulle undvika att använda ordet kvinna för att beskriva hur vissa kroppar ser ut. Denna riktlinje togs av Ivar Arpi och Margot Wallström till intäkt för att man helt ville ta bort begreppet kvinna och att detta var negativt för kvinnor. Vårdguiden menade att deras riktlinjer var ett enkelt sätt att öka inkluderingen.
I maj 2021 planerades ett frukostseminarium i regi av Mittuniversitetets forum för genusvetenskap, delvis med utgångspunkt från boken Om könets existens. Några dagar före utsatt tid valde arrangören att ställa in seminariet, och angav i ett utskick bland annat att ”Utifrån frågor och kommentarer som inkommit i anslutning till seminariet vill vi poängtera att Forum för genusvetenskap inte är en plats för transfobi och transhat”.